# Fritz von der Schulenburg (Student)

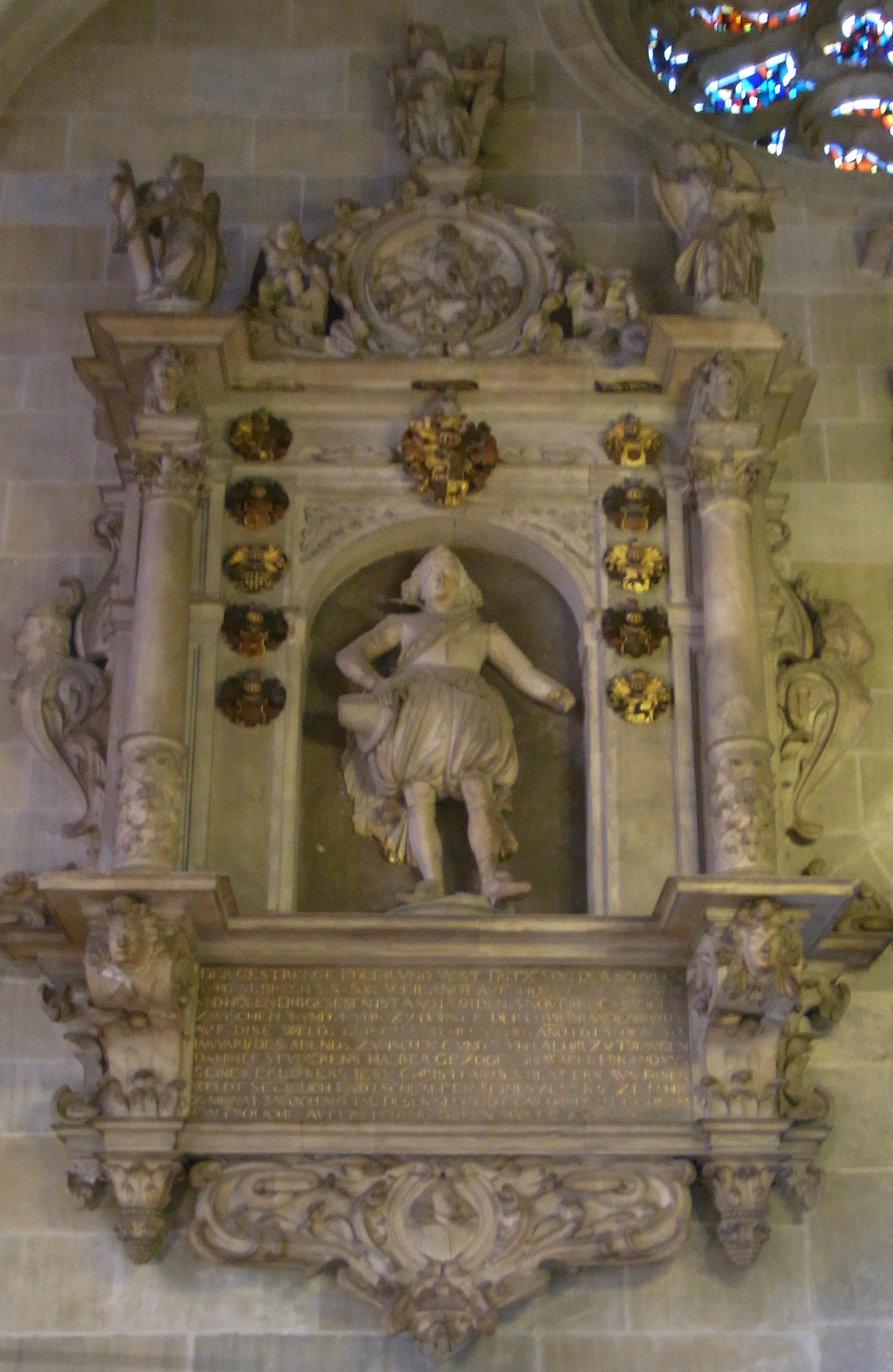
Alabaster-Epitaph für Fritz von der Schulenburg in der Tübinger Stiftskirche

Fritz von der Schulenburg (* 3. November 1591 in Beetzendorf; † 30. Januar 1613) war ein Student in Tübingen, der bekannt wurde, weil sein aufwendig gestaltetes Alabaster-Epitaph von Georg Müller in der Tübinger Stiftskirche erhalten blieb.

## Leben und Wirken
In seiner Leichenpredigt heißt es, dass er ab 1609 drei Jahre in Jena studiert habe, bevor er nach Tübingen kam, wo er im 21. Lebensjahr an den Pocken starb.

## Familie
Er war eins der 13 Kinder von Albrecht VI., Graf von der Schulenburg (* 1557) und seiner Ehefrau Eulalia (auch Oelehe oder Oleke), Gräfin von Saldern.

## Grabmal und Gedächtnismal
In der Tübinger Stiftskirche sind sowohl ein traditionelles Grabmal als auch ein aufwendiges Gedächtnismal erhalten. In dem Medaillon des Gedächtnismals ist der vermutlich gleichzeitig verstorbene Christoph Assemburg, der Präzeptor des Studenten, dargestellt. Das Standbild des Verstorbenen wurde ursprünglich von 17 farbigen Wappen gerahmt, von denen noch 11 vorhanden sind.